# 中川秀成
中川秀成（日语：／ Nakagawa Hideshige，1570年—1612年9月9日）是日本戰國時代至江戶時代前期的武將、大名。豐後國岡藩初代藩主。父親是中川清秀。

## 生平
在元龜元年（1570年）出生。天正11年（1583年），父親清秀在賤岳之戰中戰死，家督由兄長秀政繼承。
文祿元年（1592年）10月24日，哥哥秀政在文祿之役中，於朝鮮半島鷹狩時，被敵軍包圍並殺死。懼怕因此事而被改易的中川家就報告秀政「戰死」，不過最終真相曝露，並觸怒豐臣秀吉。因為父親清秀在賤岳之戰中的武功而被赦免，於是被允許繼承兄長的一半遺領播磨國三木6萬6千石。同年12月6日，秀吉向宮部長熙（因幡國鳥取城主）、荒木重堅（因幡若櫻城主）、南條元續（伯耆國羽衣石城主）、垣屋恒總（因幡浦住城主）發出文書，關於在「無人」狀態下遇到伏兵並戰死的中川秀政的後繼一事，命令舎弟中川秀成成為跡目（家督），今後在不小心戰死的情況，不承認跡目相續（《宮部文書》）。
文祿2年（1593年），在第二次晉州城之戰中，受命動員1千人。
文祿3年（1594年）2月，受秀吉加增移封至豐後國岡7萬4千石所領。同年1月27日，受賜豐臣姓。慶長2年（1597年），在慶長之役中，動員1千5百人，屬於右軍並渡海，並在8月16日參與攻略黃石山城（黃石山城之戰）。在諸將會合的26日舉行全州會議後，與池田秀雄一同被指示制壓泰仁、光州。此後，參加9月16日的井邑會議，確認全羅道攻略，從忠清道前往全羅道轉戰。
慶長5年（1600年），在關原之戰中，派遣家臣參與西軍進攻丹後田邊城（田邊城之戰），在關原本戰終結後，投向東軍，攻撃西軍的臼杵城城主太田一吉，在佐賀關之戰中，家臣被太田軍殺死。戰後，受德川家康保證所領。
在慶長17年（1612年）死去。繼承人是長男久盛。

## 人物、逸話
在朝鮮之役時，從朝鮮帶回牡丹，並在岡城和數所寺院種植，在多次移植後，現今在大分縣竹田市會會2033的英雄寺（第2代藩主中川久盛為了弔慰祖父佐久間盛政，在寬永21年（1644年）建立）的山門鐘堂右。英雄寺在牡丹開花的毎年4月20日，會舉行牡丹祭和法會。

## 外部連結
- 武家家伝＿中川氏（页面存档备份，存于）